# (6377) Cagney
(6377) Cagney est un astéroïde de la ceinture principale.

## Description
(6377) Cagney est un astéroïde de la ceinture principale. Il fut découvert le 25 juin 1987 à l'Observatoire Kleť par Antonín Mrkos. Il présente une orbite caractérisée par un demi-grand axe de 2,62 UA, une excentricité de 0,16 et une inclinaison de 15,5° par rapport à l'écliptique.

## Compléments